# روساریو پارمگانی
روساریو پارمگانی (انگلیسی: Rosario Parmegiani؛ ۱۲ مارس ۱۹۳۷ – ۱۳ ژوئن ۲۰۱۹) بازیکن واترپلو اهل ایتالیا بود.